# 朔州 (北周)
翔州，是南北朝的州。
西魏大统十三年（547年）置洛邑县（今陕西省宝鸡市陈仓区虢镇街道），北周天和七年（572年）置翔州于洛邑县，隋朝开皇三年（583年）废除翔州，洛邑县改属岐州。